# El cabaret de la mère Anthony

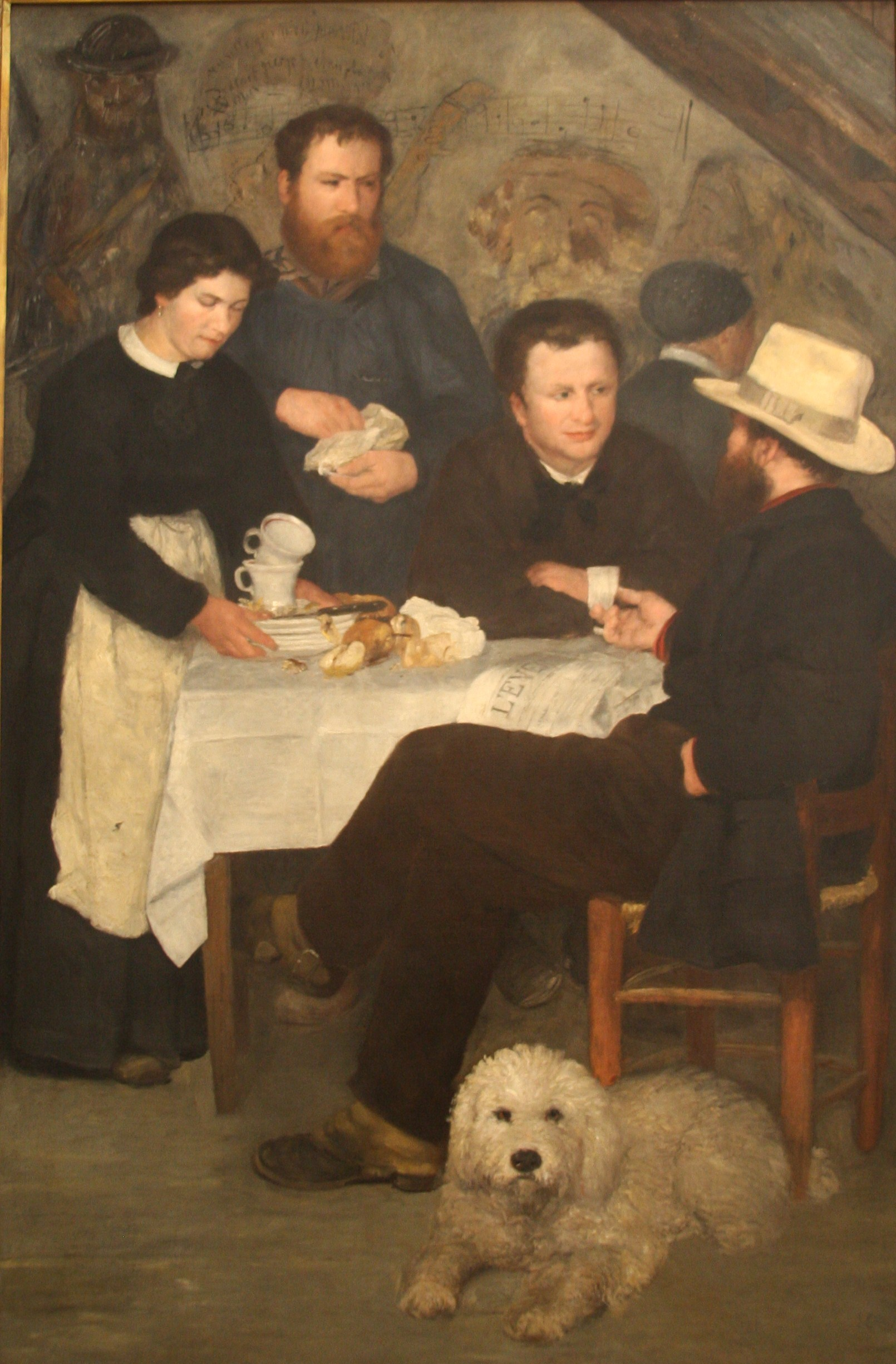
El cabaret de la Mère Anthony, Pierre-Auguste Renoir.

El cabaret de la mère Anthony (también escrito Antoni o Antony) es una pintura de Pierre-Auguste Renoir de 1866. Actualmente, el lienzo se encuentra en el Museo Nacional de Estocolmo. El trabajo aún se basa en el naturalismo y es la primera obra destacada de la carrera de Renoir. Después pintó Diana cazadora (Diane chasseresse) y Lise (Mujer con sombrilla), la primera de sus obras en la que se pueden apreciar tendencias impresionistas.

## Asunto
La pintura muestra una escena en la posada Cabaret de la mère Anthony en la aldea de Marlotte, también conocida como Auberge du Sabot Rouge, que era regentada por el matrimonio Anthony. La posada fue construida en 1850 en Bourron-Marlotte en el número 35 bis en la rue Murger. Fue demolida alrededor de 1890. 
El pueblo de Marlotte estaba ubicado al borde del bosque de Fontainebleau. Los pintores de la escuela de Barbizon amaban la zona para pintar al aire libre. La posada rápidamente se hizo popular entre los pintores de vanguardia y se convirtió en uno de los lugares donde se conocieron. Escritores, otros artistas y críticos de arte también frecuentaron el lugar. Alphonse Daudet, Loÿs Delteil, Henri Murger, Alfred Sisley, Ernest Reyer que compuso su ópera Salammbô y la cantante Rose Caron fueron algunos de los clientes más conocidos además de Renoir. Henri Murger recibió allí la Legión de Honor el 15 de agosto de 1858. En su novela Le Sabot Rouge describió la posada como un importante centro de arte y le dio el nombre de L'Auberge du Sabot Rouge, el pueblo se convirtió en Saint-Clair y los propietarios se convirtieron en Eustache y Héloïse Pampeau. Incluso el perro Toto, un perro amaestrado de circo, aparece en su novela; También figura en el primer plano del cuadro de Renoir. 
La pintura de Renoir representa a varias personas, sentadas después de una comida alrededor de una mesa que está siendo recogida. El lienzo muestra cinco figuras:
- A la derecha un hombre sentado con un sombrero de color claro, este sería Alfred Sisley.
- A la izquierda de Sisley, entre los dos hombres sentados, de espaldas al espectador, se encuentra la mère Anthony, la dueña de la posada.
- El otro hombre sentado, escuchando a Sisley, nunca ha sido identificado con certeza.[4]
- El hombre de pie es el arquitecto Jules Le Coeur, que había renunciado a su exitosa carrera como pintor.
- La joven que limpia la mesa es Nana, la criada de la posada.
- Delante de la mesa está el perro Toto.